# Wilków (powiat świdnicki)
Wilków (niem. Wilkau) – wieś w Polsce położona w województwie dolnośląskim, w powiecie świdnickim, w gminie Świdnica.

## Podział administracyjny
W latach 1975–1998 miejscowość należała administracyjnie do województwa wałbrzyskiego.

## Zabytki
Do wojewódzkiego rejestru zabytków wpisany jest:
- zespół pałacowy, z drugiej połowy XIX w.:
  - pałac z około 1870 r., wzniesiony na planie prostokąta, z wieżą, nakryty czterospadowym dachem
  - park
  - dziedziniec folwarczny z zabudową
  - ogrodzenie